# 佐野昭

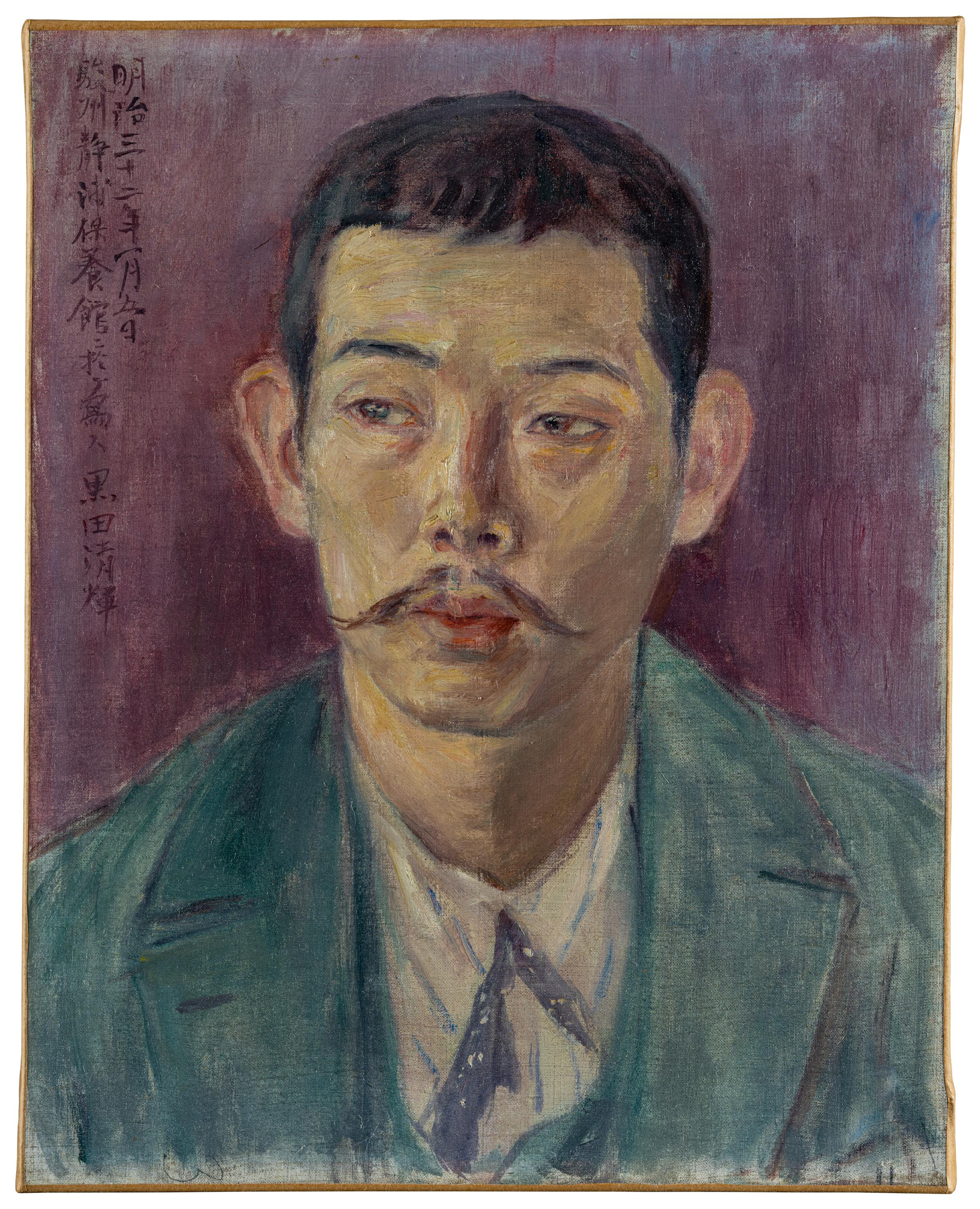
黒田清輝による肖像画

佐野 昭（さの あきら、1866年（慶応2年） - 1955年（昭和30年））は、明治から昭和期にかけて活躍した日本の彫刻家。パリ万国博覧会では臨時博覧会監査員をつとめた。江戸出身。装飾彫刻の制作にも従事。皇居御造営事務局雇となり、同局廃局後も内匠寮にとどまる。
明治28年に内匠寮技手となり、明治32年から東宮御所御造営局技手となった。
明治37年に退官したが、その後も御用掛として室内装飾関係業務に従事した。
代表作に「三条橋雨景」や「虎狩」、「可美真手命像」（浜離宮恩賜庭園内）などがある。

## 経歴・人物
1882年（明治15年）工部美術学校卒業。工部美術学校ではイタリア人彫刻家のラグーザに師事。
同校卒業後は彫刻家として明治美術会展などで作品を発表。そして、洋画家の黒田清輝や久米桂一郎ら新進芸術家と交遊。
1896年（明治29年）に白馬会を創立。以降は同会展で活躍。
そのほか第六師団戦勝記念碑や赤坂離宮などの装飾彫刻なども手がけた。
1899年（明治32年）パリ万国博覧会の開催に際し、臨時博覧会監査員に就任。
1900年（明治33年）彫刻取調、暖炉前飾り購入などの目的でヨーロッパへ出張。黒田や久米らと西欧各国を歴訪。
帰国後新帝国議事堂（国会議事堂）の建設時は、模型担当として活躍。

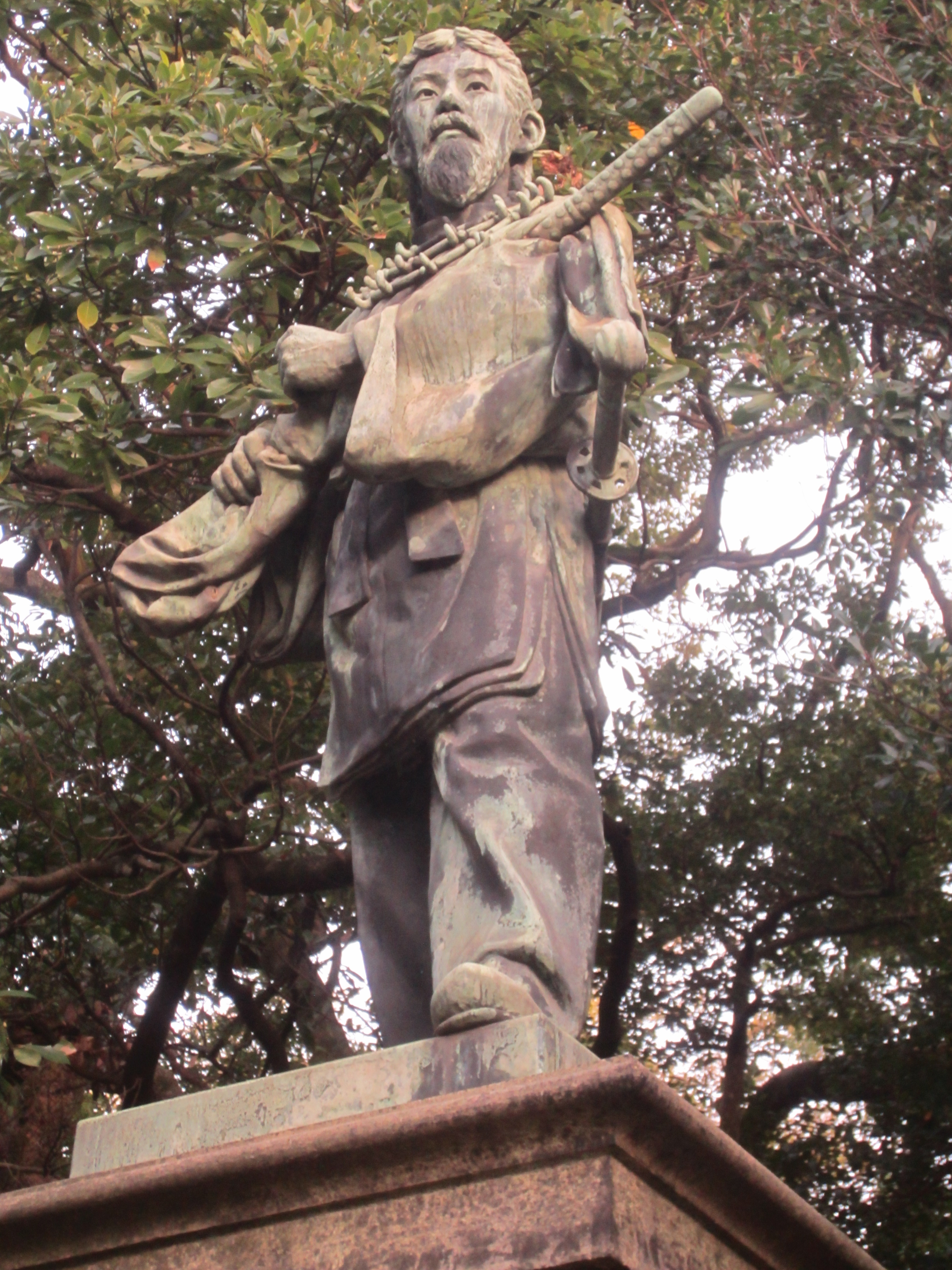
浜離宮庭園可美真手命像

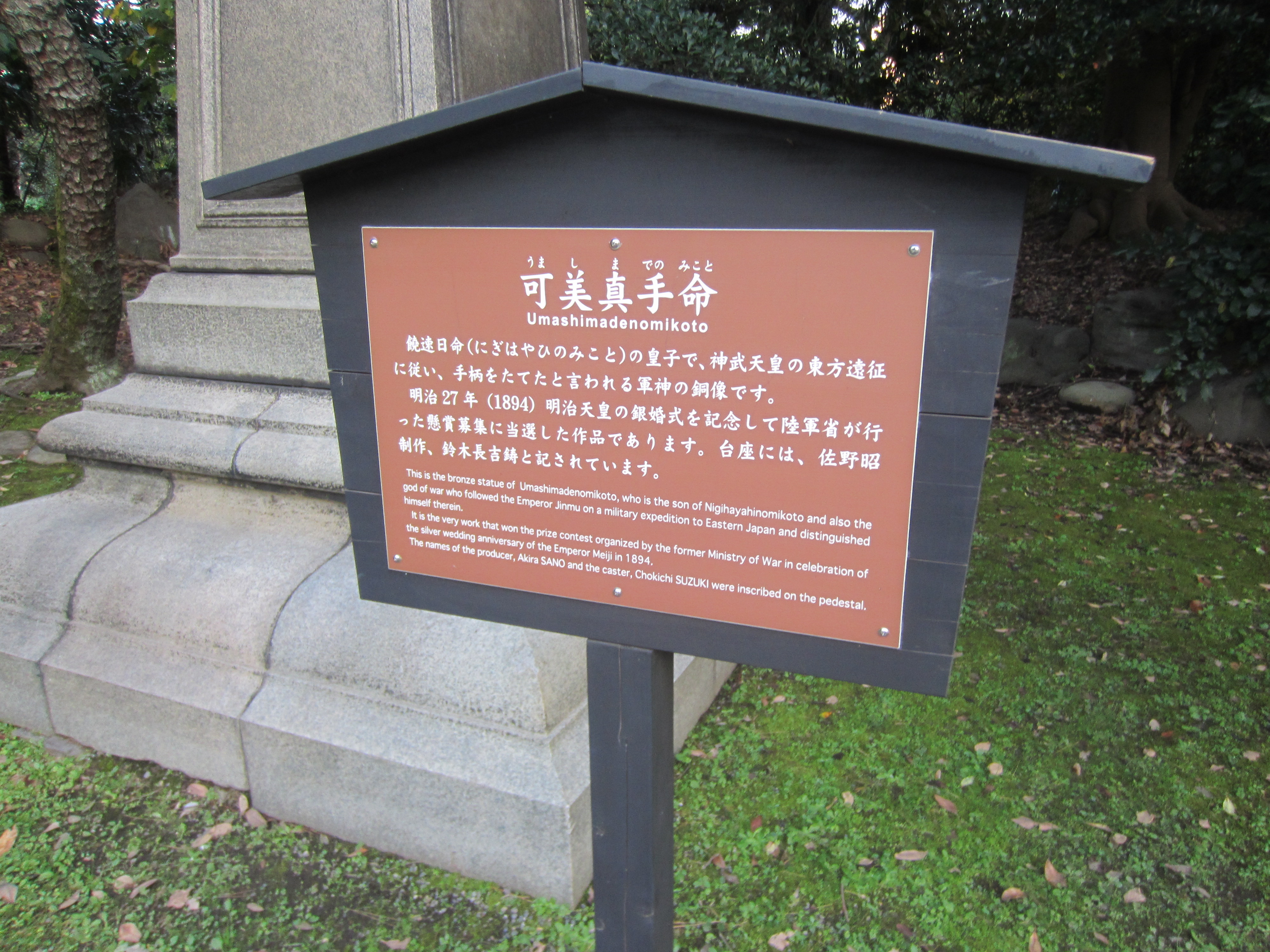
可美真手命像の説明文